# EGNOS

Карта сети EGNOS (Нажмите для увеличения)

EGNOS (англ. European Geostationary Navigation Overlay Service) — европейская геостационарная служба навигационного покрытия. EGNOS предназначена для улучшения работы систем GPS, ГЛОНАСС и Galileo на территории Европы и является аналогом американской системы WAAS. Зона действия EGNOS охватывает всю Европу, север Африки и небольшую европейскую часть России. Так же, как и WAAS, система состоит из сети наземных станций, главной станции, которая аккумулирует информацию от спутников GPS, ГЛОНАСС и Galileo, и геостационарных спутников EGNOS, через которые эта информация транслируется на GPS-приёмники, поддерживающие приём дифференцированных поправок.

## Состав и работоспособность EGNOS
На первом этапе система EGNOS включала в себя 3 геостационарных спутника, принадлежащих двум компаниям Artemis и Inmarsat, каждая из которых имела свою независимую сеть наземных станций (общее количество около 40).
Первой компании принадлежал спутник под номером 124, второй — спутники Inmarsat-3 под номерами 120 и 126, один из которых находился в геостационарной позиции над Индийским океаном. Номера соответствовали GPS-приёмникам компании Garmin.
Первоначально система EGNOS функционировала в тестовом режиме, и это обусловливало некоторую нестабильность её работы, частичное расхождение качества передаваемых данных с заявленной спецификацией и сложность в применении сигналов навигационной аппаратурой. Тем не менее большую часть времени система действительно выполняла свои функции для Европы. Передача сигналов спутникового радионавигационного дополнения осуществлялась по подписке в режиме трансляции «точка-площадь» со скоростью 600—900 бод.
1 октября 2009 года вице-президент Европейской комиссии по транспортной политике анонсировал официальный старт службы EGNOS.
В связи с исчерпанием ресурса первоначальной группировки спутников им на замену были запущены другие, перечень которых приведен в таблице. Однако общее количество активных спутников по-прежнему не превышает трёх.
| Название спутника и детали                 | NMEA / PRN          | Сигналы | Позиция | Статус   |
| ------------------------------------------ | ------------------- | ------- | ------- | -------- |
| Inmarsat 3-F2 (Atlantic Ocean Region-East) | NMEA #33 / PRN #120 | L1      | 15,5°W  | отменен  |
| ARTEMIS                                    | NMEA #37 / PRN #124 | -       | 21,5°E  | отменен  |
| Inmarsat 4-F2 (Europe Middle East Africa)  | NMEA #39 / PRN #126 | -       | 64°E    | активный |
| Inmarsat 3-F1 (Indian Ocean)               | NMEA #44 / PRN #131 | -       | 64,5°E  | отменен  |
| SES-5 (a.k.a. Sirius 5 or Astra 4B)        | NMEA #49 / PRN #136 | L1 & L5 | 5,0°E   | активный |
| Astra 5B                                   | NMEA #36 / PRN #123 | L1 & L5 | 31,5°E  | активный |

## EGNOS и Россия
Система EGNOS пока не имеет наземных станций в России, что означает невозможность применения системы на бо́льшей части территории России, в том числе и в авиации. Ещё одной проблемой является низкий угол возвышения спутников EGNOS над горизонтом. Фактически бытовыми приёмниками невозможно захватить сигнал и использовать поправки на расстоянии далее 1000 км от западной границы России c Белоруссией (условно).
Тем не менее в таких областях, как Ленинградская, Псковская, Новгородская, Смоленская, республика Карелия, Мурманская практическая польза от использования EGNOS вполне возможна.
Единственным исключением является Калининградская область, где приём и использование EGNOS выполняется обычным образом.
Про использование поправок MSAS на Дальнем Востоке России см. MSAS.

## EGNOS и Украина
На всей территории Украины (за исключением самых восточных областей) приём сигналов спутников EGNOS возможен даже простыми бытовыми приёмниками. В связи с отсутствием наземных станций системы EGNOS на территории Украины реализация выгоды от данной системы протекает в широком диапазоне, начиная от значительной в высокогорных регионах, таких как Карпаты, и заканчивая незначительной или отсутствующей в регионах, таких как Донецкая и Луганская области.